# ۳۲۵ (میلادی)
۳۲۵ (میلادی) سیصد و بیست و پنجمین سال تقویم میلادی است.

## رویدادها
تشکیل نخستین شورایِ کلیساییِ جهانی با عنوان شورای نیقیه.

## درگذشتگان
- لیسینیوس، امپراتور روم (اعدام شد)
- مارتینیانوس، امپراتور روم (اعدام شد)

‎